# Riesgo moral
El riesgo moral es un concepto económico que describe  situaciones en las que un individuo tiene información asimétrica acerca de las consecuencias de sus propias acciones y sin embargo son otras personas las que soportan las consecuencias de los riesgos asumidos. El riesgo moral nos informa cómo los individuos asumen en sus decisiones mayores riesgos cuando las posibles consecuencias negativas de sus actos no son asumidas por ellos, sino por un tercero.
Existe riesgo moral cuando una persona tiene una mayor información acerca de sus propias acciones que el resto de los individuos, esta situación provoca que, en caso de que sea otra la persona que soporta los costes asociados a la falta de esfuerzo o responsabilidad, los incentivos a esforzarse o ser responsables estén distorsionados. El riesgo moral reduce la capacidad del mercado para asignar eficientemente el riesgo.
La utilización del término "moral" para describir la situación expuesta puede ser considerada errónea, por cuanto no hay nada especialmente inmoral en el comportamiento descrito, pues los individuos reaccionan ante sus incentivos y por tanto se excluyen malas intenciones, tentativas fraudulentas, etc. El riesgo moral es uno de los problemas originados por la presencia de información asimétrica y puede ser modelizado como un problema del agente-principal.

## Ejemplo: El caso de los seguros
El riesgo moral sucede con frecuencia en los casos de aseguramiento. Si una persona tiene una casa puede decidir instalar una puerta acorazada porque así reduce el riesgo de ser robado; de una forma racional reducirá los riesgos hasta aquel punto en que las ganancias marginales de tomar mayores precauciones sean iguales que los costes marginales de estas precauciones, dicho de otro modo cuando le obtenga beneficio a cada precaución que tome.
Sin embargo cuando la misma persona tiene concertado un seguro que cubre el riesgo de robo de la casa, tendrá menos incentivos que en la situación anterior, para instalar la puerta de seguridad y en definitiva podrá aumentar la probabilidad de que se produzca la pérdida en este caso el robo. Este comportamiento, por ejemplo, ante una cobertura de seguros se denomina riesgo moral.

## Origen
De acuerdo a estudios efectuados en Inglaterra, el término estaba ya en uso en ese país, hacia 1600, en empresas de seguros, se utilizaba para denominar el riesgo que las aseguradoras asumían al no poder saber las verdaderas intenciones de quienes tomaban un seguro. En ese contexto, se puede decir que "riesgo moral" significa el riesgo derivado de la subjetividad, del hecho que no podemos conocer las verdaderas intenciones de otros.
El concepto fue extendido por Edmund Burke, quien lo utilizó como uno de sus argumentos contra la introducción de formas de democracia republicana durante la Revolución francesa. Para Burke, el riesgo es el de actuar sin responsabilidad al que los políticos están expuestos cuando toman decisiones que no los afectan, específicamente, el riesgo que corrían quienes tomaran decisiones que afectaron a todas las "formas de propiedad" (por ejemplo, la monarquía o la aristocracia) sin ser parte de ellas.

### Adam Smith
Adam Smith fue quizás el primero que empezó a utilizar el concepto para aplicarlo generalmente a la economía, específicamente a las sociedades por acciones: "[...] la mayor parte de estos accionistas [...] no se interesan en sus asuntos y están satisfechos con recibir el dividendo semestral o anual que los directivos consideran conveniente pagarles. Esta ausencia total de inconvenientes y riesgos, más allá de una suma muy limitada, anima a muchas personas a volverse empresarios en una sociedad por acciones, personas que en ningún caso arriesgarían su fortuna en una sociedad particular [...] Ahora bien, no es razonable esperar que los directivos de estas compañías, al manejar mucho más dinero de otras personas que de ellos mismos, lo vigilen con el mismo ansioso cuidado con el que frecuentemente vigilan el suyo los socios de una empresa particular [...] En consecuencia, el manejo de los negocios de esas compañías siempre está caracterizado en alguna medida por la negligencia y la prodigalidad."

### Kenneth Arrow
Posteriormente, en los 1970, Kenneth Arrow retoma el término, lo modifica y lo introduce al vocabulario económico moderno. Para Arrow, el concepto tiene una acepción de delegación de responsabilidad. Por ejemplo, quienes toman un seguro pueden ser menos cuidadosos con su salud o propiedad, sabiendo que el posible costo monetario accidental será cubierto por otros. Similarmente, quienes depositan sus ahorros en un banco o compran acciones están delegando responsabilidad por el buen manejo de sus inversiones, lo que a su vez expone a los directivos de esos bancos o empresas al riesgo moral de tomar decisiones de, por ejemplo, inversión, a cuyas consecuencias no están totalmente expuestos.
Desde este punto de vista las situaciones de riesgo moral se pueden conceptualizar como lo que sucede cuando los individuos tienen información asimétrica. Si un individuo tiene mayor información que el resto, y los demás no poseen los medios según los cuales pueden verificar la información del mismo, se incurre en riesgo moral. Para ilustrarlo mejor, considérese los ejemplos ya mencionados: podría ser el caso que quien busque, por ejemplo, un seguro, será menos cuidadoso con posible causas de riesgo que lo sería sin poseerlo, situación que quien otorga el seguro no puede evaluar por adelantado. Igualmente podría el caso que -como Smith apunta- quienes controlan o administran depósitos, ahorros o inversiones ajenas serán menos cuidadosos con tales caudales que lo que deberían ser, situación que igualmente los depositantes no están en condiciones de evaluar. Considérese, finalmente, el caso de un trabajo en equipo, en el cual los participantes tienen acceso a la información que todos los demás poseen y se benefician igualmente del resultado, Podría ser el caso que ese desequilibrio sea explotado para beneficio de algunos, en el sentido que tal individuo podría poner menos esfuerzo que el que habría puesto si la responsabilidad fuera individual.

## Actualidad
Rowell y Connelly ofrecen una descripción detallada de la génesis del término riesgo moral,  mediante la identificación de cambios destacados en el pensamiento económico, que se identifican dentro de la literatura teológica y de probabilidad medieval. Su artículo compara y contrasta la concepción predominantemente normativa del riesgo moral que se encuentra en la literatura de la industria de seguros con las interpretaciones mayoritariamente positivas que se encuentran en la literatura económica. A menudo, lo que se describe como "riesgo moral[es]" en la literatura de seguros es, al leer más detenidamente, una descripción del concepto estrechamente relacionado, selección adversa.

## Teoría económica
En teoría económica, el riesgo moral es una situación en la que el comportamiento de una parte puede cambiar en detrimento de otra después de que la transacción haya tenido lugar. Por ejemplo, una persona con un seguro contra el robo de automóviles puede ser menos precavida a la hora de cerrar su coche porque las consecuencias negativas del robo del vehículo son ahora (parcialmente) responsabilidad de la compañía de seguros. Una parte toma una decisión sobre cuánto riesgo asumir, mientras que otra asume los costes si las cosas van mal, y la parte aislada del riesgo se comporta de forma diferente a como lo haría si estuviera totalmente expuesta al riesgo.
En microeconomía, la teoría de la agencia analiza la relación entre el principal, la parte que delega la autoridad para tomar decisiones, y el agente, que ejecuta el servicio. Esta teoría es un concepto clave utilizado para explorar y resolver cuestiones surgidas en la relación entre agentes y principales, lo que se conoce como el problema principal-agente. La teoría se subdivide en dos categorías: (1) el modelo de riesgo moral y; (2) el modelo de selección adversa. Para resumir este último, la selección adversa surge cuando dos partes poseen información desigual o asimétrica. En el caso de la teoría del contrato' (que engloba la teoría de la agencia), en el modelo de selección adversa el agente posee información privada antes de crear el contrato con el principal, mientras que en el modelo de riesgo moral el agente es informado de la información retenida en privado después de crear el contrato con el principal. 
Según la teoría de los contratos, el riesgo moral resulta de una situación en la que se produce una acción oculta. Bengt Holmström dijo lo siguiente:

Desde hace tiempo se reconoce que puede surgir un problema de riesgo moral cuando los individuos comparten riesgos en condiciones tales que sus acciones privadas afectan a la distribución de probabilidad del resultado.

El riesgo moral puede dividirse en dos tipos cuando implica información asimétrica (o falta de verificabilidad) del resultado de un suceso aleatorio. Un riesgo moral ex ante es un cambio en el comportamiento antes del resultado del suceso aleatorio, mientras que ex post implica el comportamiento después del resultado. Por ejemplo, en el caso de una compañía de seguros médicos que asegura a un individuo durante un periodo de tiempo específico, la salud final del individuo puede considerarse el resultado. El hecho de que el individuo asuma mayores riesgos durante ese periodo sería un riesgo moral ex ante, mientras que mentir sobre un problema de salud ficticio para defraudar a la compañía de seguros sería un riesgo moral ex post. Un segundo ejemplo es el caso de un banco que concede un préstamo a un empresario para una aventura empresarial arriesgada. El riesgo moral ex ante sería que el empresario se arriesgara demasiado, pero el riesgo moral ex post sería que el empresario incumpliera voluntariamente (afirmando erróneamente que la empresa fracasó cuando era rentable).
Según Hart y Holmström (1987), los modelos de riesgo moral pueden subdividirse en modelos con acción oculta y modelos con información oculta. En el primer caso, tras la firma del contrato el agente elige una acción (como un nivel de esfuerzo) que no puede ser observada por el principal. En el segundo caso, tras la firma del contrato hay un sorteo aleatorio por naturaleza que determina el tipo de agente (como su valoración de un bien o sus costes de esfuerzo). En la literatura se han discutido dos razones por las que el riesgo moral puede implicar que no se alcance la primera mejor solución (la solución que se alcanzaría con información completa).
En primer lugar, el agente puede tener aversión al riesgo, por lo que existe una disyuntiva entre incentivarle o asegurarle. En segundo lugar, el agente puede ser neutral al riesgo pero tener un patrimonio limitado, por lo que no puede realizar un pago al principal y existe una disyuntiva entre ofrecer incentivos y minimizar la renta de responsabilidad limitada del agente. Entre los primeros contribuyentes a la literatura teórico-contractual sobre el riesgo moral se encontraban Oliver Hart y Sanford J. Grossman. Entretanto, el modelo de riesgo moral se ha extendido a los casos de múltiples períodos y múltiples tareas, tanto con agentes aversos al riesgo como neutrales al riesgo.
También hay modelos que combinan la acción oculta y la información oculta. Dado que no hay datos sobre variables no observables, es bastante difícil poder probar directamente el modelo de riesgo moral teórico-contractual, sin embargo ha habido algunas pruebas indirectas exitosas con datos de campo.  Las pruebas directas de la teoría del riesgo moral son factibles en entornos de laboratorio, utilizando las herramientas de la economía experimental. En una configuración de este tipo, Hoppe y Schmitz (2018) han corroborado ideas centrales de la teoría del riesgo moral.

## Economía de la gestión empresarial
En el campo de la economía empresarial, el riesgo moral se refiere a una situación en la que un individuo o entidad se involucra en un comportamiento riesgoso debido al conocimiento de que los costos asociados con dicho comportamiento serán asumidos por otra parte. Este fenómeno surge a menudo en presencia de asimetría de información, donde una parte posee más información que la otra. Por ejemplo, dentro de una relación laboral, un empleado puede participar en comportamientos riesgosos con el entendimiento de que cualquier consecuencia negativa será absorbida por su empleador. Para mitigar el riesgo moral, las empresas pueden implementar diversos mecanismos, como incentivos basados en el desempeño, seguimiento y selección para alinear los intereses de ambas partes y reducir la probabilidad de comportamientos riesgosos.